# S/2007 (2003 TJ58) 1
S/2007 (2003 TJ58) 1, também escrito como S/2007 (2003 TJ58) 1, é o objeto secundário do corpo celeste denominado de 2003 TJ58. Ele é um objeto transnetuniano que tem cerca de 180 km de diâmetro e orbita o corpo primário a uma distância de 3 768 ± 85 km.

## Descoberta
S/2007 (2003 TJ58) 1 foi descoberto no dia 19 de junho de 2006 através do Telescópio Espacial Hubble e sua descoberta foi anunciada em 14 de março de 2007.